# Tagucsi Micuhisza
Tagucsi Micuhisza (Akita, 1955. február 14. – 2019. november 12.) japán válogatott labdarúgó.

## Pályafutása

### Klubcsapatokban
Tagucsi Akita városában született 1955. február 14-én. Pályafutását a Mitsubishi Motors csapatában kezdte 1973-ban és egész profi karrierje során a csapat játékosa maradt. Bajnok és kupagyőztes volt a csapattal. 1978-ban mindhárom fő japán labdarúgó sorozatot megnyerte a Mitsubishi Motorsszal.  1984-ben vonult vissza. 161 mérkőzést játszott a japán élvonalban.  1977 és 1983 között hét alkalommal is bekerült az idény legjobb csapatába.

### A válogatottban
A japán válogatottban 1975. szeptember 8-án, Észak-Korea ellen mutatkozott be és 59 mérkőzést játszott. Ő vette át Jokojama Kenzó helyét a nemzeti csapatban.

## Edzőként
Visszavonulása után edzőként dolgozott, elsősorban középiskolai csapatokat irányított.

## Halála
2019. november 12-én, légzési elégtelenség következtében hunyt el, 64 éves korában, Tokióban.

## Statisztika
| Japán válogatott | Japán válogatott | Japán válogatott |
| Időszak          | Mérk.            | gól              |
| ---------------- | ---------------- | ---------------- |
| 1975             | 1                | 0                |
| 1976             | 3                | 0                |
| 1977             | 5                | 0                |
| 1978             | 13               | 0                |
| 1979             | 8                | 0                |
| 1980             | 4                | 0                |
| 1981             | 4                | 0                |
| 1982             | 8                | 0                |
| 1983             | 9                | 0                |
| 1984             | 4                | 0                |
| Összesen         | 59               | 0                |